# Bufo peltocephalus
Bufo peltocephalus là một loài cóc thuộc họ Bufonidae. Đây là loài đặc hữu của Cuba. Môi trường sống tự nhiên của chúng là rừng ẩm vùng đất thấp nhiệt đới hoặc cận nhiệt đới, xavan ẩm, đồng cỏ nhiệt đới hoặc cận nhiệt đới vùng ngập nước hoặc lụt theo mùa, sông ngòi, đầm nước, đầm nước ngọt, đầm nước ngọt có nước theo mùa, đất canh tác, vùng đồng cỏ, các đồn điền, vườn nông thôn, rừng thoái hóa nghiêm trọng, đất có tưới tiêu, và đất nông nghiệp có lụt theo mùa.
Chúng hiện đang bị đe dọa vì mất nơi sống.

## Hình ảnh

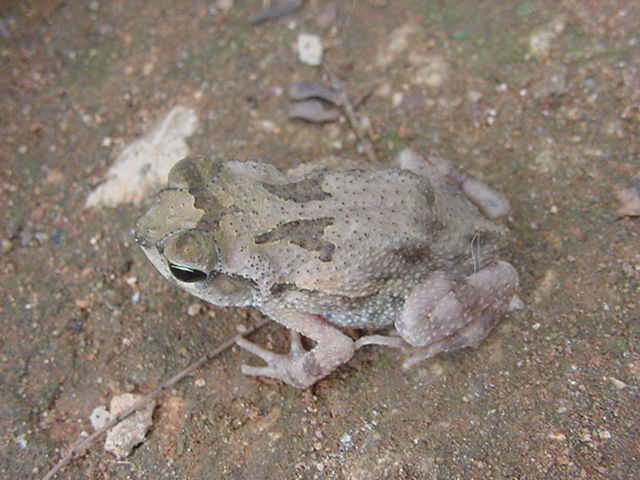